# Suzushi Hanayagi
Suzushi Hanayagi (花柳 寿々紫, Hanayagi Suzushi), née Mitsuko Kiuchi à Osaka le 15 août 1928 et morte le 1er octobre 2010, est une danseuse et une chorégraphe japonaise. Elle se fait connaître sur la scène artistique mondiale pour ses chorégraphies de danse théâtrale traditionnelle japonaise et ses performances d'art expérimental. Pendant près de cinquante ans, elle a activement dansé, enseigné et chorégraphié les styles classiques japonais et les performances contemporaines multimédias. Elle présente son travail chorégraphique au Japon, aux États-Unis et en Europe. Entre 1984 et 1999, elle  collabore avec le metteur en scène et plasticien Bob Wilson.

## Parcours personnel et carrière artistique
À l'âge de trois ans, elle commence son apprentissage du kabuki avec sa tante, Suzukinu Hanayagi. À l'âge de vingt ans, maîtrisant les 100 danses, elle devient un natori et reçoit son nom de Hanayagi. En parallèle, Suzushi Hanayagi étudie la danse moderne et les techniques de Tokyo au début des années 1950. Elle  étudie également la littérature japonaise au Women's College d'Osaka.
En 2008, lorsque ses amis artistes ont appris Suzushi Hanayagi était atteinte de la maladie d'Alzheimer et qu'elle était prise en charge une unité de soin spécialisée à Osaka, ils se sont réunis pour créer une performance-portait multidisciplinaire KOOL-Danse Dans Mon Esprit. Kool étant la traduction anglaise du nom Hanayagi.
Robert Wilson a dit qu'il a découvert en travaillant avec Hanayagi, que le mouvement abstrait peut générer du sens et que le mouvement peut être un contrepoint au langage parlé. Hanayagi l'a ouvert au vocabulaire du geste et lui a montré l'importance de pieds et la connexion du corps à la terre. Sans son influence, il n'aurait pas été en mesure de maîtriser les textes littéraires et les morceaux lyriques qui ont fait l'objet de la dernière partie de sa carrière. Elle aurait initié Wilson à la dimension mystérieuse de la danse.

## Liste des œuvres

### Œuvres
1962
- Chanson du Sol, musique de Michio Mamiya
- L'esprit du Bois, musique de Pierre Henry et Pierre Schaeffer
- Sans Couleur, musique de Toshiro Mayuzumi
- Ekagra, musique de Kazuo Fukushima
- Flying Dieu, musique de Philippe Arthuyet
- De l'utérus, musique de Karlheinz Stockhausen
- D'Action, musique de Mauricio Kagel

1963
- Traceur, musique de Netty Simons
- Grain de bois, musique de Kazuo Fukushima
- 9 Chefs De 1000 Yeux 990 Mains 6 Pattes, musique de Teiji Ito

1964
- L'écho de Blanc, musique de Morton Feldman
- Double Mixte, musique de Karlheinz Stockhausen
- Les étapes d'Arrêt, musique de Earle Brown
- 1976 : Clown
- 1978 : Méchant Trotsky
- 1979 : Non-sens / Kore J'
- 1980 : Kore II
- 1981 : Kore III
- 1982 : Américium 231, musique de Netty Simons et Carlos Santana
- 1984 : Américium 95
- 1985 : Américium 3958, musique de David Byrne
- 1986 : Américium 225
- 1987 : Américium '97, musique de Libgart Schwarz
- 1989 : Américium 225 '89, avec le compositeur/artiste Hans Peter Kuhn
- 1990 : Américium 1931, avec le compositeur/artiste Hans Peter Kuhn
- 1996 : Américium Mourir, avec le compositeur/artiste Hans Peter Kuhn
- 1997 : Américium/ E. M., texte de Ishmael Reed
- 1998 : Américium '98, texte de Ishmael Reed
- 1999 : Américium '99, texte de Ishmael Reed

## Filmographie partielle
- 1975 : The Art of Make-Up for the Japanese classical dance; [and] Classical Dance de Don MacLennan.
- 1986 :  It's Clean, It Just Looks Dirty de John Giorno.
- 1989 : La Femme à la Cafetière de Bob Wilson
- 2009 : KOOL, Dancing in My Minde de Richard Rutkowski et Bob Wilson
- 2011 : The Space in Back of You de Richard Rutkowski